# Quasi-Park Narodowy Yatsugatake-Chūshin Kōgen
Quasi-Park Narodowy Yatsugatake-Chūshin Kōgen (jap. 八ヶ岳中信高原国定公園 Yatsu-ga-take-Chūshin Kōgen Kokutei Kōen) – quasi-park narodowy w regionie Chūbu, na Honsiu, w Japonii.
Park obejmuje tereny usytuowane w prefekturach: Nagano i Yamanashi, o łącznym obszarze 205,2 km². 
Na terenie parku znajdują się m.in. góry należące do łańcucha Yatsu-ga-take: Aka-dake (2 899 m n.p.m.), Kiri-ga-mine (1 925 m n.p.m.), Tateshina-yama (2 530 m n.p.m.) oraz płaskowyż Utsukushi-ga-hara. 
Jeziora: Matsubara, Shirakoma i Shirakaba przyciągają do regionu turystów, pragnących żeglowania, jazdy na łyżwach i campingu. Utsukushi-ga-hara jest płaskowyżem na północnym krańcu parku i oferuje widoki na Alpy Północne. Rozległy płaskowyż Kiri-ga-hara jest popularny wśród uprawiających turystykę pieszą.
Park jest klasyfikowany jako chroniący krajobraz (kategoria V) według Międzynarodowej Unii Ochrony Przyrody
Obszar ten został wyznaczony jako quasi-park narodowy 1 czerwca 1964. Podobnie jak wszystkie quasi-parki narodowe w Japonii, jest zarządzany przez samorząd lokalny prefektury.